# Petasites paradoxus
Pétasite paradoxal, Pétasite blanc de neige
Espèce
Synonymes
- Petasites niveus (Vill.) Baumg.[1]
- Tussilago nivea Vill.[1]
- Tussilago paradoxa Retz.[1]

Petasites paradoxus, le Pétasite paradoxal ou Pétasite blanc de neige est une espèce de plante à fleurs de la famille des Astéracées, des abords humides des ruisseaux de montagne sur calcaire.

## Description
Ce sont des plantes herbacées vivaces dioïques.
Les feuilles d'été ont un limbe subtriangulaire jusqu'à 40 cm de long. Elles sont blanches tomenteuses sur la face inférieure. Les nervures sont blanchâtres sur la face supérieure. Floraison de mars à juillet.

## Distribution
Jura, Alpes, Pyrénées. Altitude de 1 200 à 2 600 m mais, parfois (abyssale), dès 600 m.

## Systématique
Le nom correct complet (avec auteur) de ce taxon est Petasites paradoxus (Retz.) Baumg., 1817.
L'espèce a été initialement classée dans le genre Tussilago sous le basionyme Tussilago paradoxa Retz..
Ce taxon porte en français les noms vernaculaires ou normalisés suivants : Pétasite blanc de neige, Pétasite paradoxal.
Petasites paradoxus a pour synonymes :
- Anacyclus tomentosus f. glabrus Huter, Porta & Rigo ex Fiori, 1904
- Petasites albus subsp. niveus (Vill.) Bonnier
- Petasites niveus var. foemineus Döll
- Petasites niveus var. hermaphroditus Döll
- Petasites niveus var. paradoxus (Retz.) P.Fourn., 1939
- Petasites niveus (Vill.) Baumg.
- Petasites paradoxus f. laciniatus (Fiori) Hegi
- Petasites paradoxus var. latifolius Beck
- Petasites paradoxus var. latifolius Beck ex Murr
- Petasites paradoxus var. protractus Murr
- Petasites vulgaris subsp. niveus (Vill.) Bonnier & Layens, 1894
- Tussilago frigida Vill.
- Tussilago hastifolia Kit.
- Tussilago nivea var. hermaphrodita Moritzi
- Tussilago nivea var. paradoxa (Retz.) Moritzi
- Tussilago nivea Vill.
- Tussilago paradoxa Retz.
- Tussilago spuria Schrank
- Tussilago spuria Schrank ex Steud.